# إرنست ر. كروجر
إرنست ر. كروجر (بالإنجليزية: Ernst R. Kroeger)‏ هو معلم موسيقى وملحن أمريكي، ولد في 1862 في سانت لويس في الولايات المتحدة، وتوفي بنفس المكان في 1934.